# Valerie (chanson des Zutons)
Pour les articles homonymes, voir Valérie.
Singles de The Zutons
Why Won't You Give Me Your Love ?
(2006) Oh Stacey (Look What You've Done!)
(2006)
Valerie est une chanson du groupe de rock indépendant britannique The Zutons sortie en single en juin 2006 comme second extrait de l'album Tired of Hanging Around.
C'est un succès au Royaume-Uni où le titre atteint la 9e place des meilleures ventes, soit le même classement que le single précédent, Why Won't You Give Me Your Love ?.
La chanson est reprise en 2007 par Mark Ronson et Amy Winehouse, dans un style plus pop-soul, sur le deuxième album de Mark Ronson, Version. Extraite en single, elle obtient un succès plus important que la version originale, se classant 2e au Royaume-Uni (où elle est certifiée double disque de platine) no 1 aux Pays-Bas et dans le top 5 de plusieurs pays.
Amy Winehouse avait déjà interprété Valerie dans une version plus lente et dépouillée lors de l'émission Live Lounge de la BBC Radio 1. Son enregistrement figure en face B du single Back to Black sorti en avril 2007, ainsi que dans la réédition Deluxe de l'album Back to Black.   

## Classements hebdomadaires et certifications

### The Zutons
| Classement (2006)              | Meilleure place |
| ------------------------------ | --------------- |
| Écosse (OCC)                   | 8               |
| Royaume-Uni (UK Singles Chart) | 9               |

| Pays              | Certification | Unités certifiées |
| ----------------- | ------------- | ----------------- |
| Royaume-Uni (BPI) | Or            | 400 000           |

### Mark Ronson feat. Amy Winehouse
| Classement (2007-2008)                 | Meilleure place |
| -------------------------------------- | --------------- |
| Allemagne (Media Control AG)           | 3               |
| Australie (ARIA)                       | 75              |
| Autriche (Ö3 Austria Top 40)           | 5               |
| Belgique (Flandre Ultratop 50 Singles) | 18              |
| Écosse (OCC)                           | 6               |
| Irlande (IRMA)                         | 3               |
| Nouvelle-Zélande (RMNZ)                | 39              |
| Pays-Bas (Nederlandse Top 40)          | 1               |
| Pays-Bas (Single Top 100)              | 1               |
| Royaume-Uni (UK Singles Chart)         | 2               |
| Royaume-Uni (UK R&B Chart)             | 1               |
| Suisse (Schweizer Hitparade)           | 4               |

| Pays              | Certification | Unités certifiées |
| ----------------- | ------------- | ----------------- |
| Allemagne (BVMI)  | Or            | 150 000           |
| Australie (ARIA)  | 3 × Platine   | 210 000           |
| Royaume-Uni (BPI) | 2 × Platine   | 1 200 000         |

### Amy Winehouse solo
| Classement (2007-2008)         | Meilleure place |
| ------------------------------ | --------------- |
| Autriche (Ö3 Austria Top 40)   | 35              |
| Royaume-Uni (UK Singles Chart) | 37              |

| Classement (2011)            | Meilleure place |
| ---------------------------- | --------------- |
| Allemagne (Media Control AG) | 48              |
| Australie (ARIA)             | 34              |
| Nouvelle-Zélande (RMNZ)      | 29              |
| Pays-Bas (Single Top 100)    | 4               |
| Suisse (Schweizer Hitparade) | 44              |

| Pays              | Certification | Unités certifiées |
| ----------------- | ------------- | ----------------- |
| Italie (FIMI)     | Or            | 25 000            |
| Royaume-Uni (BPI) | Or            | 400 000           |